# Alberto Mazzucato

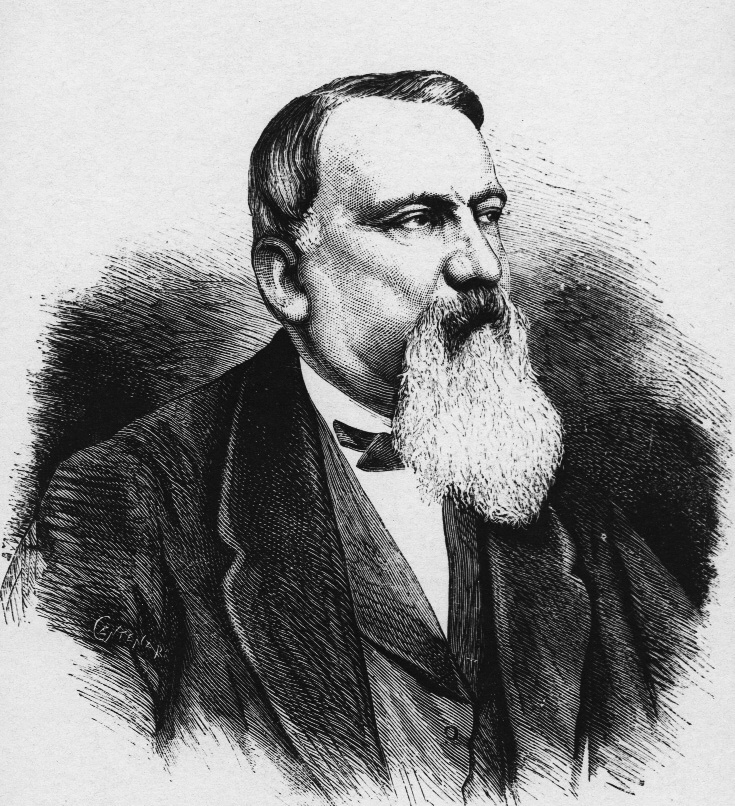
Alberto Mazzucato

Alberto Mazzucato (* 28. Juli 1813 in Udine; † 31. Dezember 1877 in Mailand) war ein italienischer Komponist, Geiger und Musikpädagoge.

## Leben und Wirken
Mazzucato studierte in Padua Mathematik und Musik, war als Komponist zunächst erfolglos. 1834 debütierte er als Komponist mit der Oper La fidanzata di Lammermoor nach dem Roman von Walter Scott. Es folgten mehrere weitere große Opern, darunter Esmeralda nach Victor Hugo (1838), I Corsari (1840) und Hernani (1843). Danach gab er die Arbeit als Komponist zu Gunsten seiner Lehrtätigkeit auf.
Ab 1839 war er Gesangslehrer der Mädchenklasse am Mailänder Konservatorium. 1851 wurde er hier Kompositionslehrer, ab dem Folgejahr unterrichtete er auch Musikästhetik und -geschichte. 1872 wurde er Nachfolger von Lauro Rossi als Leiter des Konservatoriums. Zu seinen Schülern zählten u. a. Antônio Carlos Gomes, Arrigo Boito und Carlotta Ferrari.
Daneben wirkte er 1854–55 als Direktor und 1859–69 als Konzertmeister (maestro direttore e concertatore) an der Mailänder Scala. Von 1845 bis 1858 war er zudem Mitarbeiter der Gazzetta musicale di Milano. Er übersetzte musiktheoretische und gesangsmethodische Werke ins Italienische, darunter den Grand Traité d’instrumentation et d’orchestration modernes von Hector Berlioz. Mazzucato, Alberto schrieb Kirchenmusik, Lieder und Opern. 

## Werke

### Opern
- La fidanzata di Lammermoor (Libretto: Pietro Beltrame), 1834
- Don Chisciotte (Libretto: Jacopo Crescini), 1836
- Esmeralda (Libretto: Filippo De Boni nach Victor Hugo), 1838
- Coro dei penitenti, Bühnenmusik zu Parisina von Antonio Somma, 1838
- I corsari (Libretto von Felice Romani), 1840
- I due sergenti (Libretto von Felice Romani), 1841
- Hernani (Libretto von Domenico Bancalari), 1843
- Luigi V re di Francia (Libretto von Felice Romani), 1843, 1852
- 1. Szene im dritten Akt der Oper La vergine di Kermo von Carlo Pedrotti (Libretto: Francesco Guidi), 1870
- Fede (unvollendet)

### Kirchenmusik
- Messa Solenne per soli, coro maschile e orchestra